# Ischnomera atricolor
Ischnomera atricolor es una especie de coleóptero de la familia Oedemeridae.

## Distribución geográfica
Habita en Madagascar.